# Brown Fox Island
Brown Fox Island ("Bruine Voseiland") is een onbewoond eiland van 1,1 km² dat deel uitmaakt van de Canadese provincie Newfoundland en Labrador. Het ligt aan de oostkust van Newfoundland in het noorden van Bonavista Bay.

## Geografie
Brown Fox Island is 1,65 km lang en heeft een maximale breedte van 900 m. Het ligt zowel anderhalve kilometer ten zuiden als ruim anderhalve kilometer ten oosten van het "vasteland" van Newfoundland, nabij de monding van Indian Bay in Bonavista Bay. Zo'n 800 meter ten oosten van Brown Fox Island ligt het iets grotere Silver Fox Island.